# Heinrich Vormbrock
Heinrich Vormbrock (* 24. Mai 1881 in Senne I, Kreis Bielefeld; † 3. Juni 1966 in Münster) war ein deutscher Unternehmer. Er war Generaldirektor der Westfälischen Heimstätte GmbH.

## Werdegang
Vormbrock war von 1901 bis 1910 als Sozialversicherungsbeamter bei der Landesversicherungsanstalt Westfalen tätig. Daneben nahm er zwischen 1904 und 1910 als Gasthörer an rechtswissenschaftlichen und volkswirtschaftlichen Vorlesungen an der Universität Münster teil.  
Von 1911 bis 1918 war er als Generalsekretär des Westfälischen Vereins für Kleinsiedlungswesen und des Verbandes westfälischer Baugenossenschaften tätig. Seit 1909 war er Vorstandsmitglied des Bundes Deutscher Bodenreformer.
1918 wechselte er als Geschäftsführer zur Westfälisch-Lippischen Heimstätte GmbH, die als erste Heimstättengesellschaft aufgrund des Preußischen Wohnungsgesetzes am 26. Juli 1918 entstanden war, und gründete 1920 zusammen mit Karl Siebold die Volksbaugesellschaft mbH, Gemeinnützige Prüfungs- und Beratungsstelle für sparsame Bauweisen. In dieser Funktion förderte er planmäßig den gemeinnützigen Wohnungsbau in Westfalen. Er war Mitbegründer der Forschungsstelle für Siedlungs- und Wohnungswesen an der Westfälischen Wilhelms-Universität Münster.
Darüber hinaus trat Vormbrock als Verfasser zahlreicher Aufsätze in Fachzeitschriften und Herausgeber von Werken zum Siedlungsbau hervor.
1919 kandidierte Vormbrock erfolglos für die Verfassunggebende deutsche Nationalversammlung und die Preußische Landesversammlung. Im März 1919 wurde er zum Stadtverordneten in Münster gewählt.

## Ehrungen
- 1932: Ehrendoktor der Technischen Hochschule Dresden
- 1951: Großes Verdienstkreuz der Bundesrepublik Deutschland[1]
- Ehrenpräsident der Forschungsstelle für Siedlungs- und Wohnungswesen an der Universität Münster
- 1956: Ehrenbürger der Gemeinde Senne I
- Der seit 1970 vergebene Förderpreis der Bundesvereinigung Deutscher Heimstätten e.V. trug 20 Jahre lang die Bezeichnung "Heinrich-Vormbrock-Förderung" und ging schließlich im LEG-Preis auf.
- Benennung von Straßen in Bielefeld und Lübbecke
- Benennung von Wegen in Dortmund-Dorstfeld und Hannover-Bothfeld